# Emil fra Lønneberg
Emil fra Lønneberg er navnet på en fiktiv person skabt af Astrid Lindgren i 1963. Emil er omkring 8 år og laver altid ballade, selvom han inderst inde er en god dreng. Familien hedder Svensson til efternavn og bor på gården Katholt (Katthult) i Lønneberg (Lönneberga) i Småland. Han har også en lillesøster, der hedder Ida. Af andre bipersoner kan, udover forældrene, Alma og Anton, nævnes gårdskarlen Alfred, der er Emils bedste ven, Line, den unge pige i huset, og Tyttebær-Maja, en ældre kone.
Emil har også en gris, som hedder Grisepjokket. Når Emil har lavet en skarnsstreg, løber han hen til et skur (huggehus), som han låser indefra, men hvor han også bliver låst inde af sin far. Her fordriver han tiden med at snitte figurer af træ.
Emil går generelt for at være en skarnsunge, men som voksen forstår man, at alle Emils skarnsstreger bunder i gode intentioner, der bliver misforstået – f.eks. når han hejser sin lillesøster op flagstangen, fordi hun gerne vil se Mariannelund.
Bogen Emil fra Lønneberg blev udgivet første gang den 23. maj 1963 på svensk, og året efter blev den oversat til dansk. Senere er bogen filmatiseret og bearbejdet for TV. Den danske versionering til TV er lavet af Anne Lilmoes og indtalt af Thomas Winding. I nyere tid er Emil fra Lønneberg blevet gen-versioneret med Jesper Christensen som speaker.

## Filmatiseringer
- Emil fra Lønneberg (1971)
- Nye løjer med Emil fra Lønneberg (1972)
- Emil og grisebassen (1973)
- Emīla nedarbi (1985)
- Emil og Ida fra Lønneberg (2013, animationsfilm)